# Смирнов, Борис Александрович (артиллерист)
Борис Александрович Смирнов (3 февраля 1921, посёлок Воткинский завод, Вотская автономная область — 17 августа 1949, Кохтла-Ярве, Эстонская ССР) — Герой Советского Союза, командир орудия 1-й батареи 306-го отдельного истребительно-противотанкового дивизиона (247-я стрелковая дивизия, 69-я армия, 1-й Белорусский фронт), старший сержант.

## Биография
Борис Александрович родился 3 февраля 1921 года в Воткинске в рабочей семье. После окончания школы фабрично-заводского обучения работал токарем на Воткинском машиностроительном заводе и мастером-инструктором в школе ФЗО № 2 города Воткинска.
В феврале 1943 года был призван в ряды Красной Армии. Принимал участие в освобождении Смоленска и Западной Украины, форсировании Десны и Западного Буга. Был награждён орденом Красной Звезды и медалью «За отвагу» за отличия этих боях.
Участвовал в освобождении Польши и форсировании Вислы в ходе Люблинско-Брестской наступательной операции советских войск. 29 июля 1944 года штурмовая группа, в составе которой старший сержант Б. А. Смирнов был командиром орудия, переправилась через Вислу из района населённого пункта Бжезьце (ныне деревня в волости Стенжица в Люблинском воеводстве) и первой закрепилась на данном участке вислинского левобережья. Прикрывая переправу своей 247-й стрелковой дивизии, которая занимала Пулавский плацдарм на западном (левом) берегу Вислы для последующего освобождения Варшавы, расчёт Смирнова отражал атаки неприятеля огнём своего орудия, а затем гранатами и личным оружием, и нанёс значительный урон гитлеровцам.
Указом Президиума Верховного Совета СССР от 21 февраля 1945 года за образцовое выполнение боевых заданий командования на фронте борьбы с немецко-фашистскими захватчиками и проявленные при этом мужество и героизм старшему сержанту Смирнову Борису Александровичу присвоено звание Героя Советского Союза с вручением ордена Ленина и медали «Золотая Звезда» (№ 5189).
После демобилизации в 1945 году Борис Александрович работал в родном Воткинске, потом поступил на службу в МВД Эстонской ССР и жил в посёлке Ахтме Кохтла-Ярвеского района. Умер 17 августа 1949 года. Похоронен в Йыхви.

## Награды
- Медаль «Золотая Звезда» Героя Советского Союза (№ 5189);
- орден Ленина (21.02.1945);
- орден Красной Звезды (29.07.1944);
- медаль «За отвагу» (11.03.1944);
- медаль «За победу над Германией» (09.05.1945).

## Память
- В честь героя получила название улица в Воткинске.
- На здании воткинской школы №5 установлена мемориальная доска.